# Шкіра

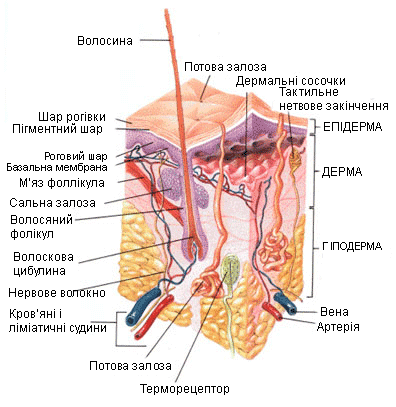
Схематичний розріз шкіри

Шкі́ра (лат. cutis, грец. δέρμα, прасл. *skora), діал. ко́жа (прасл. *koža, раніша форма *kozja – від *koza («коза»), первісно так називали оброблену козячу шкіру), розм. шку́ра  — зовнішній покрив тваринного організму, який захищає тіло від широкого спектра зовнішніх впливів, бере участь у диханні, терморегуляції, обмінних і багатьох інших процесах. Крім того, шкіра — це масивне рецепторне поле різних видів поверхневої чутливості.

## Будова шкіри
Шкіра складається з епідермісу, дерми і підшкірно-жирової клітковини (гіподерми).
- Епідерміс (epidermis) містить п'ять шарів епідермальних клітин. Найнижчий шар — базальний. Він розташовується на базальній мембрані і являє собою 1 ряд призматичного епітелію. Відразу над ним лежить шипуватий шар (3-8 рядів клітин з цитоплазматичними виростами), потім іде зернистий шар (1-5 рядів плоскуватих клітин), блискучий (2-4 ряди без'ядерних клітин, помітний на долонях і стопах) і роговий шар, що складається з багатошарового зроговілого епітелію. Епідерміс також містить меланін, який забарвлює шкіру і викликає ефект засмаги.
- Дерма (dermis), або власне шкіра, являє собою сполучну тканину і складається з 2-х шарів — сосочкового шару, на якому розташовуються численні вирости, що містять у собі петлі капілярів і нервові закінчення, і сітчастого шару, що містить кровоносні і лімфатичні судини, нервові закінчення, фолікули волосся, залози, а також еластичні, колагенові і гладком'язові волокна, які надають шкірі міцність і еластичність.
- Підшкірно-жирова клітковина або гіподерма (hypodermis) складається з пучків сполучної тканини і жирових скупчень, пронизаних кровоносними судинами і нервовими волокнами. Фізіологічна функція жирової тканини полягає в накопиченні та зберіганні поживних речовин. Крім того, вона служить для терморегуляції і додаткового захисту статевих органів.

Крім самої шкіри в організмі є її анатомічні похідні — утвори, що розвинулися зі шкіри та її зачатків. Інша назва — придатки шкіри:
- Нігті;
- Волосся;
- Пір'я;
- Пух;
- шкірні залози, які включають в себе:
  - сальні залози, які виділяють шкірне сало, яке служить змазкою для волосся і захищає шкіру;
  - потові залози, які виділяють з організму води і розчинені продукти обміну речовин. Випаровування поту є важливим етапом терморегуляції.
  - молочні залози (розвинені у жінок) виробляють грудне молоко, яке має дуже важливе значення для годування немовлят.

Дерматологія — розділ медицини, який вивчає будову шкіри і її похідних, їх розвиток, функції, а також їх захворювання. Крім того, зміни шкіри часто мають важливе значення для діагностики внутрішніх та інфекційних захворювань.
Для догляду за шкірою використовують різні креми, ультразвуковий пілінг тощо.

## Функції шкіри
- Захисна (бар'єрна) захищає організм від дії механічних і хімічних чинників, ультрафіолетового випромінювання, проникнення мікробів, втрати і потрапляння води ззовні.
- Терморегуляторна, за рахунок випромінювання тепла і випаровування поту.
- Участь у водно-сольовому обміні, пов'язана з потовиділенням.
- Екскреторна — виведення з потом продуктів обміну, солей і ліків.
- Депонування крові, в судинах шкіри може перебувати до 1 літра крові.
- Ендокринна і метаболічна — синтез і накопичення вітаміну D, а також гормонів.
- Дихальна, у людини близько 1-2 % кисню засвоюється через шкіру.
- Рецепторна, завдяки наявності численних нервових закінчень
- Імунна, захоплення, процесинг та транспорт антигенів з подальшим розвитком імунної реакції[3]

### Шкіра як орган чуття
Шкіра — величезне рецепторне поле, за допомогою якого здійснюється зв'язок організму з навколишнім середовищем
Іннервація шкіри здійснюється як гілками цереброспінальних нервів, так і нервами вегетативної нервової системи. Нерви вегетативної нервової системи іннервують в шкірі судини, гладеньку мускулатуру і потові залози
До соматичної нервової системи належать чутливі нерви (утворюють численні чутливі закінчення).
Чутливі нервові закінчення (умовно) можна розділити на:
- Вільні (локалізуються як в епідермісі, так і в дермі)
- Невільні (локалізуються переважно в дермі)
  - інкапсульовані
  - неінкапсульовані

## Ураження шкіри
Виникають при дії різноманітних факторів.
Умовно можна виділити:
- механічні (потертість)
- термічні
- хімічні
- електричні
- Радіаційні опіки

## У риб і земноводних
Епідерміс риб і більшості амфібій повністю складається з живих клітин, присутня тільки мінімальна кількість кератину в клітинах поверхневого шару. Як правило епідерміс є проникним, і у випадку багатьох амфібій, може фактично бути основним органом дихання. Дерма кісткових риб зазвичай містить порівняно мало сполучної тканини, на відміну від чотириногих. Натомість у більшості видів вона значною мірою замінена твердою, захисною кістковою лускою. За винятком деяких особливо великих шкірних кісток, які формують частини черепа, ця луска втрачається у чотириногих, хоча багато рептилій мають луску іншого роду, як панголіноподібні. Хрящові риби мають численні зубоподібні плакоїдні лусочки на шкірі, замість справжньої луски.
Потові залози і сальні залози є унікальними для ссавців, однак інші типи шкірних залоз знайдені в інших хребетних. Риби зазвичай мають численні окремі клітини, що секретують слиз, який бере участь у забезпеченні ізоляції і захисті. Риби також може мати отруйні залози, фотофори, а також клітини, які виробляють більш водянисту, серозну рідину. У амфібій, серозні клітини збираються разом, щоб сформувати мішкоподібні залози. Більшість живих земноводних також володіють гранулярними залозами на шкірі, які виділяють дратівливі, або токсичні сполуки.
Хоча меланін міститься у шкірі багатьох видів, у плазунів, земноводних і риб, епідерміс часто досить безбарвний. Замість цього, колір шкіри багато в чому пов'язаний з хроматофорами у дермі, яка, на додаток до меланіну, можуть містити гуанін, або каротиноїдні пігменти. Багато видів, такі як хамелеони та камбали можуть змінювати колір їх шкіри, регулюючи відносні розміри їх хроматофорів.

## У птахів та рептилій
Епідерміс птахів та луска рептилій ближчі до шкіри ссавців, з шаром мертвих клітин на поверхні, заповнених кератином, щоб допомогти зменшити втрати води. Аналогічна картина має місце також для деяких більш наземних амфібій, таких як жаби. Однак у всіх цих тварин немає чіткої диференціації епідермісу на шари, як це відбувається у людей, з відносно поступовою зміною типу клітини. Епідерміс ссавців завжди має хоча б зародковий шар (лат. stratum germinativum) і роговий шар (stratum corneum), але інші проміжні шари, що знайдено в людей, не завжди помітні.
Волосся є відмінною особливістю шкіри ссавців, а пір'я (принаймні, серед сучасних видів) є унікальним для птахів.
Птахи і рептилії мають відносно мало шкірних залоз, хоча можуть бути кілька структур для конкретних цілей, таких як клітини, що секретують феромони клітини в деяких рептилій, або уропігіальні залози більшості птахів.

## Захворювання
- Гіпертрихоз
- Рак шкіри
- Іхтіоз

## Ілюстрації

Оптична томограма кінчика пальців
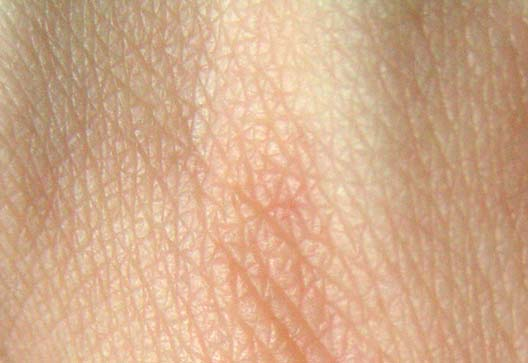
Поверхня шкіри людини
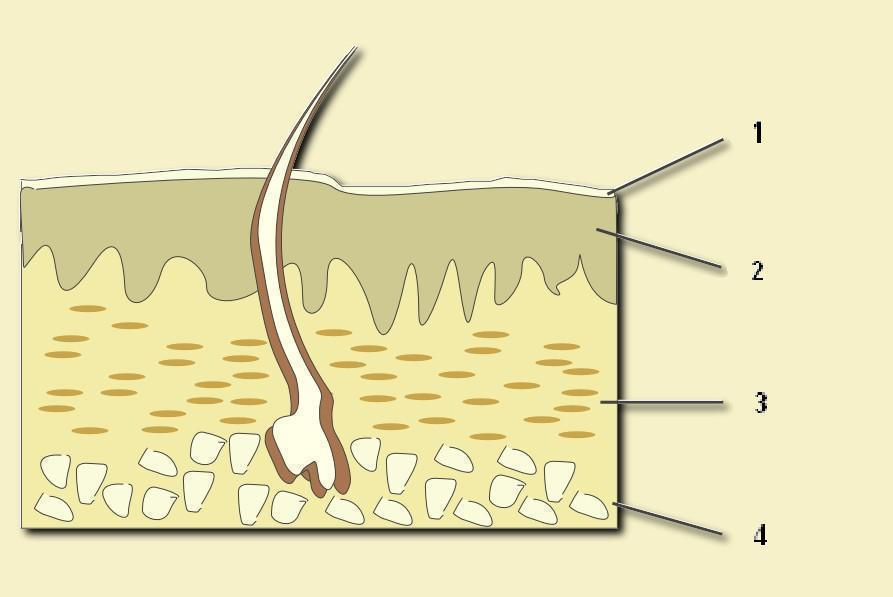
Спрощена схема шарів шкіри. 1 - Епітелій, 2 - Епідерміс, 3 - Дерма, 4 - Підшкірна клітковина.
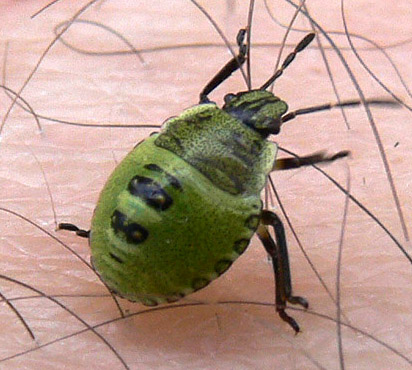
Волосяний покрив шкіри підсилює її чутливість, у цьому випадку до присутності комахи.
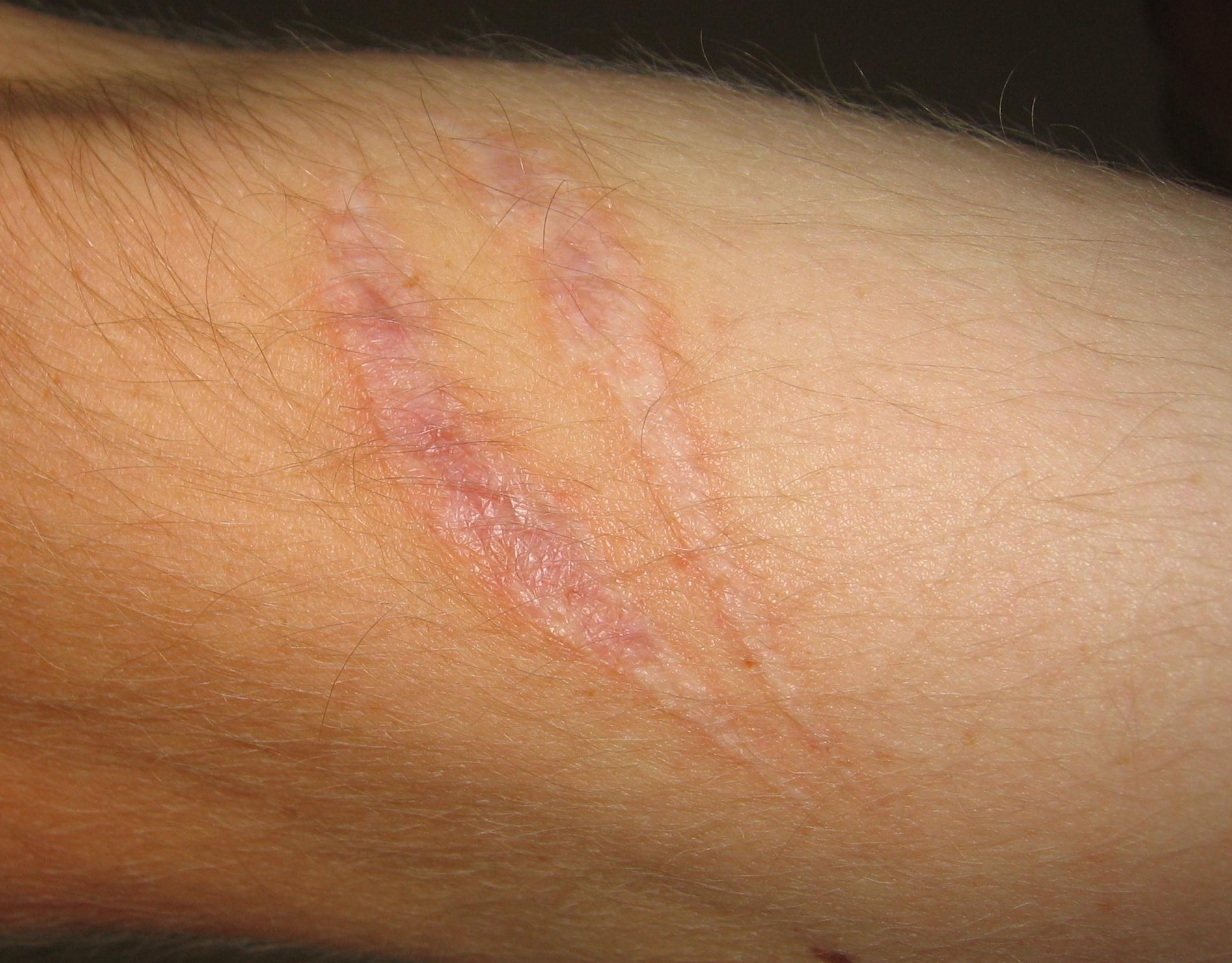
Рубці на шкірі людини
Хроматична карта поширення кольорів шкіри людини. Дані зібрані до 1940 року.
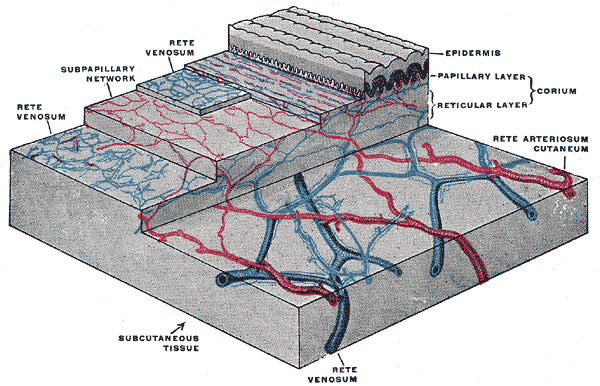
Будова шкіри за Генрі Ґреєм. Зображення з Анатомії Ґрея.

## PRP-терапія
Сучасний інструмент естетичної медицини, що дозволяє омолоджувати та відновлювати шкіру, природним шляхом, за допомогою ін'єкцій аутологічної плазми, одержуваної з власної крові пацієнта і збагаченої тромбоцитами (понад 1 000 000 тромбоцитів в 1 мкл, об'ємом 2 мл), вводиться локально в зони, що вимагають лікування.